# Polifiodontyzm
Polifiodontyzm – zdolność do wielokrotnej wymiany zębów w trakcie życia zwierzęcia, występująca u ryb, płazów i gadów (oprócz żółwi, agam i kameleonów).
Manatowate, kangury, gryzonie i słonie są jedynymi ssakami, u których występuje polifiodontyzm. Nowe zęby zastępują u nich stare poziomo, a nie pionowo jak u większości ssaków. Większość ssaków cechuje difiodontyzm.